# Валь-де-Сан-Лоренсо
Валь-де-Сан-Лоренсо (ісп. Val de San Lorenzo) — муніципалітет в Іспанії, у складі автономної спільноти Кастилія-і-Леон, у провінції Леон. Населення — 584 особи (2010).
Муніципалітет розташований на відстані близько 300 км на північний захід від Мадрида, 49 км на південний захід від Леона.
На території муніципалітету розташовані такі населені пункти: (дані про населення за 2010 рік)
- Лагунас-де-Сомоса: 44 особи
- Валь-де-Сан-Лоренсо: 437 осіб
- Валь-де-Сан-Роман: 103 особи

## Демографія
Динаміка населення (INE ):